# 윤필상
윤필상(尹弼商, 1427년 ~ 1504년 윤 4월 19일)은 조선시대 전기의 문신이자 외척이며 훈구 공신이다. 본관은 파평(坡平), 자는 탕좌(湯佐), 양좌(陽佐), 양경(陽卿)이다. 1455년에 음서로써 원종공신 2등관에 녹훈되고 그 뒤 중시문과에 급제하여 동부승지와 도승지를 지냈다. 1467년 이시애의 난을 토벌할 때 왕명을 신속히 출납하고 정보를 파악한 공으로 적개공신 1등에 서훈되었으며 세조가 서거하자 3년간 광릉의 수묘관으로 광릉을 돌보았다. 1470년에는 좌리공신 등을 지냈다. 이후 이조판서, 우참찬, 좌찬성 등을 거쳐, 우의정, 좌의정을 지내고 영의정에 올라 파평부원군 (坡平府院君)이 되었다. 1498년에는 이극돈(李克墩)·유자광(柳子光) 등과 함께 무오사화를 주도하여 김일손(金馹孫)·권오복(權五福)·정여창(鄭汝昌) 등 신진사림파를 숙청하는데 가담하고 정적을 숙청하였으나 그 자신도 폐비 윤씨 폐위 사건에 연루되어 진도로 유배되었다가 사약을 받고 사사되었다.
참판 윤경(尹坰)의 아들, 윤곤의 증손, 성종비 정현왕후의 친정아버지 윤호의 5촌 당조카가 된다. 세종의 서녀 정현옹주(貞顯翁主)와 결혼한 윤사로는 그의 사촌 형이었다. 따라서 세종과 세조, 성종 4대에 걸친 외척이었으며, 원종공신, 적개공신, 좌리공신 등 공신에 3번 녹훈되고 1498년에는 연산군으로부터 궤장을 하사받은 뒤 기로소에 들어갔다. 세종의 서녀 정현왕후의 부마인 윤사로는 그의 사촌형이었다.

## 생애

### 초기 활동

#### 출생과 가계
소정공 윤곤(尹坤)의 증손이다. 할아버지는 증찬성(贈贊成) 희제(希齊)이고 아버지는 참판 윤경(尹坰)이며, 어머니는 이목(李霂)의 딸이다. 세조비 정희왕후의 일족이며, 정현왕후의 친정아버지 윤호는 그의 당숙부로 성종대의 실력자였다. 세종의 서녀 정현왕후의 부마인 윤사로는 그의 숙부 윤은(尹垠)의 아들로, 그의 사촌형이었다.
그는 일찍부터 머리가 좋고 기억력이 비상했으며 한번 본 것은 쉽게 잊어버리지 않았다. 몸집은 작았으나 대담하고 지혜가 많았다. 세종의 서녀(庶女)인 정현옹주는 윤필상의 사촌형 윤사로와 결혼하였으므로 왕실의 인척이 되었다.

#### 수학과 과거
그러나 열심히 학문을 갈고 닦아 세종 때인 1447년 사마시(司馬試)에 합격하고, 1450년(문종 1년) 추장 문과(秋場文科)에 급제하였다.
1453년(단종 2년) 저작이 되고 1455년 세조 찬위 직후 호조좌랑을 거쳐 원종공신(原從功臣) 2등에 녹훈되고 경연청 서연관(書筵官)이 되었다. 젊어서는 가난했지만, 총명 기민하여 행동이 민첩하였다.

### 정치 활동

#### 세조 즉위 후
1457년 중시 문과에 급제하였고, 1462년에는 서연관으로 세자에게 맹자를 강의하였으며
1463년 승정원 동부승지로 승진, 이후 도승지 등을 지내면서 세조를 가까이 모셔 왕의 총애를 받았다. 1463년 동부승지가 된 뒤 형방승지·도승지 등을 역임하면서 세조의 측근에서 신임과 총애를 받았다.
형방승지로 있을 때 날씨가 매우 춥자 경향에 있는 죄수들을 낱낱이 상고하여 작은 책자에 기록하여두었다가 세조의 죄수현황을 묻는 물음에 즉시 응답함으로써 신임을 두터이 하였다. 이를 계기로 그의 관직은 계속 승진하게 된다. 이후 왕명 출납을 잘 처리하여 세조의 두터운 신임을 얻기도 했다. 1464년수궁 승지(守宮承旨)를 지냈고, 이후 다시 승정원좌승지와 좌부승지를 거쳐 다시 도승지가 되었다.

#### 이시애의 난과 여진족 토벌
1465년 의금부(義禁府)에 가서 김자행(金自行)·윤홍(尹洪)의 옥사를 친국하였고, 그해 5월 다시 승정원좌승지가 되었다. 1467년 '이시애의 난'때 승정원 도승지로 왕명의 출납을 신속히 처리하였고, 난이 평정되자, 반란의 기밀을 미리 알아낸 공과 사건을 신속히 처리한 공으로 자헌대부 의정부 우참찬으로 특진하고, 정충출기포의적개공신(精忠出氣布義敵愾功臣) 1등관으로 파평군(坡平君)에 봉군되었다.
1467년 건주위 토벌에 출정하여 공을 세워 그해 12월 군공 1등(軍功一等)에 녹훈되고 2자급 특진하였다.
이해 파저강(婆猪江)에 사는 야인(野人)을 토벌한 개선군을 위유(慰諭)하고 이듬해 안주 선무사(安州宣撫使)로서 명나라 사신을 맞았다. 이해 세조가 죽자 3년간 광릉(光陵：세조의 능) 수묘관(守墓官)으로 있었다. 같은 해 좌리공신(佐理功臣)에 올랐다.

#### 성종 즉위 이후
1471년 경상도에 가뭄, 한재(旱災)가 들어 기근이 심하자 우찬성(右贊成)으로 진휼사(賑恤使)가 되어 기민을 구제하였으며, 다시 경상도 관찰사에 겸직 발령되어 이듬해까지 기민을 구제한 공으로 모피(毛衣)·녹피화(鹿皮靴)를 하사받았다. 1474년 이조판서, 의금부당상(義禁府堂上)을 겸직하다가 한명회(韓明澮). 노사신(盧思愼) 등 권신들이 이조(吏曹)의 권한인 인사권(人事權)에 개입, 간섭이 심하므로 이에 반발하여 사직하고 일시 은퇴하였다.
곧 복직, 1475년에는 회간왕의 부묘를 종묘에 배향하는 문제를 논의하는데 참석하였다. 1477년 백성들의 재산을 빼앗아 사복을 채웠다고 하여 삼사의 탄핵을 받고 파직 당하였다.
곧 풀려나와 복직하고 좌찬성(左贊成)이 되었다. 좌찬성으로 주청사(奏請使)가 되어 명나라에 다녀오던 도중에 건주위(建州衛) 야인(野人)들의 정세(政世)를 자세히 탐지(眈知)하여 보고하였고, 이듬해 영중추부사(領中樞府事)를 거쳐 우의정(右議政)에 올랐다.
1479년(성종 9년) 명이 건주위를 칠 때, 의정부좌의정으로 서정 도원수(西征都元帥)가 되어 김교(金嶠)·이종생(李從生) 등과 함께 5천의 군사를 거느리고 명나라를 도와 싸웠으며, 건주위를 크게 무찔렀다. 이 때 많은 적의 장수를 죽였고 많은 수의 포로를 사로잡아왔는데, 이 공로로 그는 명나라 황제로부터 상을 받기도 하였다.

### 생애 후반

#### 사림파와의 갈등
사림파는 삼사를 장악한 뒤 상소 등의 방법으로 훈구파에 공격을 가했다. 이 중 윤필상을 공격한 사람은 김종직의 제자인 성균관 유생 이목(李穆)이었다. 1493년 초 그는 불교를 숭상한다는 이유로 당대의 권세가인 영의정 윤필상을 탄핵하는 상소를 올린다. 이 일로 윤필상은 정치적 타격을 입게 되고, 훗날 무오사화 때 그가 사림파의 제거에 참여하는 계기가 된다.

#### 무오사화
연산군 즉위 직후 그는 기로소(耆老所)에 들어갔고, 1496년(연산군 2년) 연산군으로부터 궤장(几杖)을 하사받는 등 두터운 신임을 받았다. 1498년(연산군 4년)에는 이극돈(李克墩)·유자광(柳子光) 등과 함께 무오사화를 주도하여 김일손(金馹孫)·권오복(權五福)·정여창(鄭汝昌) 등 신진사림파를 숙청하는데 가담했다. 이때 과거에 자신을 불교 숭상을 주장하는 간귀(奸鬼)라고 탄핵했던 정적 이목(李穆)도 김종직(金宗直)의 문인으로 엮어 제거했다.이때 김굉필, 남곤, 정광필 등도 함께 축출해버린다.

#### 갑자사화와 죽음
1504년(연산군 10년)에 폐비 사건의 관련자로 지목, 윤씨의 폐위를 막지 못했다는 죄로 추죄(追罪)되어 진도(珍島)에 유배되었다가 윤 4월 19일 사약을 받고 죽었다. 죽음을 맞는 순간에도 평상시와 다름없이 행동했으며, 사약을 받았으나 사약을 마셔도 목숨이 끊기지 않자 독약을 먹고 자결하였다 한다. 향년 77세였다.
그해 5월 23일에는 그의 아들 윤숙(尹俶)·윤위(尹偉)·윤준(尹俊) 등이 모두 참형당하고, 그 뒤 그의 가까운 친척들까지도 연좌되어 파직당하거나 관직 임용에서 제한당했다.

### 사후
유배지에서 윤필상이 죽었을 때 그의 시체를 열흘 동안이나 들판에 버려두고 방치하였는데, 수습하여 장사지내는 이가 없었다. 까마귀와 솔개가 먹지 않았고 이웃 개도 돌아보지 않았다는 말이 전해진다. 진도의 지식인들조차 지나가며 그의 시체를 보고 조롱했다고 한다. 한참 뒤 누군가가 그의 시신을 수습하였다.
그는 중종반정 이후 복권되었다.

## 평가와 비판
윤필상은 무오사화 때 세조의 왕위찬탈을 비판하는 구절을 문제삼아 김종직의 제자들을 제거하는데 일조했으며 이 때문에 갑자사화로 희생되었어도 동정받지 못했다. 사림파 외에도 그는 임금의 뜻에만 잘 영합하였다고 비판의 대상이 되기도 하였다.

## 가족 관계
- 친고조부 : 윤승순(尹承順)
- 종고조부 : 윤승례(尹承禮)
  - 6촌증조부 : 윤번(尹璠), 정희왕후의 친정아버지
  - 친증조부 : 윤곤(尹坤, ? ∼ 1422)
    - 친조부 : 윤희제(尹希齊)
      - 아버지 : 윤경(尹坰)
      - 어머니 : 이목의 딸
      - 처부 : 성허(成栩) 판관
        - 부인 : 창녕 성씨(昌寧成氏), 성허의 딸
          - 장남 : 윤간(尹侃) - 참의(參議)
          - 차남 : 윤숙(尹俶) - 승지(承旨)
          - 장녀 사위 : 신조의(辛祖義) - 목사(牧使)
          - 차녀 사위 : 김진(金震) - 군수(郡守)
          - 삼녀 사위 : 지준(池浚) - 현감(縣監)
            - 외손자 : 지영수(池永洙)
              - 외고손자 : 지여해(池汝海)
              - 외고손자 : 지덕해(池德海)

      - 숙부 : 윤은(尹垠)
        - 사촌: 윤사로(尹師路), 세종대왕의 서녀 정현옹주의 부마

    - 종조부 : 윤삼산(尹三山)
      - 당숙 : 윤호(尹壕), 정현왕후의 친정아버지
        - 6촌 : 윤은로(尹殷老)
        - 6촌 : 윤탕로
        - 6촌 : 정현왕후

## 관련 작품

### 드라마
- 《설중매》 (MBC, 1984년~1985년 배우:박영지)
- 《한명회》 (KBS, 1994년~1994년 배우:반문섭)
- 《왕과 비》 (KBS, 1998년~2000년 배우:최병학)
- 《인수대비》 (JTBC, 2011년~2012년 배우:윤철형)
- 《역적 : 백성을 훔친 도적》 (MBC, 2017년~2017년 배우:최용민)

### 영화
- 《어우동》 (1985년 배우:신충식)

## 같이 보기
| - 훈구파 - 적개공신 - 좌리공신 - 원종공신 - 윤호 - 윤탕로 - 정현왕후, 6촌 동생 - 정현옹주, 세종의 서녀로 윤필상의 사촌 형수 - 윤번 - 윤곤 - 성종 - 연산군 - 폐비 윤씨 - 신숙주 - 한명회 | - 권람 - 유자광 - 계유정난 - 세조 찬위 - 사육신 - 생육신 - 삼중신 - 한확 - 한치형 - 이극돈 - 윤사분 - 윤사윤 - 윤사흔 - 윤여필 | - 갑자사화 - 무오사화 - 사림파 - 조의제문 - 김종직 - 김일손 - 김굉필 - 이목 - 심정 - 심연원 - 윤지임 - 이기 - 심통원 - 정인지 - 정창손 |

## 참고 문헌
- 세조실록
- 성종실록
- 연산군실록
- 대동야승
- 연려실기술